# Dexmedetomidina
Dexmedetomidina, comercializada sob o nome comercial Precedex, entre outros, é um medicamento usado em humanos para sedação. Veterinários utilizam a dexmedetomidina para propósitos semelhantes no tratamento de gatos, cães e cavalos. Também é utilizada em humanos para tratar a agitação aguda associada à esquizofrenia, transtorno bipolar I ou II. 
Similar à clonidina, é um medicamento simpaticolítico que atua como agonista dos receptores α2-adrenérgicos em certas partes do cérebro. Há estudos demonstrando que a dexmedetomidina pode ser utilizada em outras indicações. Além de sedativo, seu uso como antiemético vem sendo avaliado com sucesso. 